# Teyuwasu barbarenai
Teyuwasu barbarenai es la única especie conocida del género dudoso extinto Teyuwasu (tup. “lagarto grande”) de dinosaurios o dinosauromorfos, que vivió a finales del período Triásico, hace aproximadamente 223 millones de años, en el Carniense, en lo que es hoy Suramérica. Posiblemente sea un sinónimo menor de Staurikosaurus pricei.

## Descripción
Es un pequeño avemetatarsalio bípedo, de complexión muy robusta que alcanzaba 2,3 metros de largo, 0,7 de alto y 75 kilogramos de peso. Se caracteriza porque al fémur le falta la placa trocánterica y posee dos bordes paralelos que corren de proximal a distal del mismo. Su cuerpo resultaba ser bastante robusto en comparación a cualquier dinosauromorfo o dinosaurio basal. 

## Descubrimiento e investigación
Los restos de Teyuwasu fueron atribuidos por Friedrich von Huene en 1938 y 1942 a un aetosauriano llamado Hoplitosuchus, conocido solo por dos osteodermos. Recién en 1999 Kischlat lo identificó como un dinosaurio, a partir de sus restos, un fémur y un tibia, que provienen de la Formación Santa María en el geoparque Paleorrota en Brasil. Aunque solo mencionó características que lo identificaban al nivel de Dinosauriformes, proporcionó una descripción muy breve y nombró al taxón Teyuwasu barberenai, pero como la publicación es un resumen de simposio, no es válida según el Artículo 9.10 del ICZN. Un artículo posterior de Kischlat en 2000 con información similar, acredita el nombre al documento de 1999, pero esta es una publicación válida. El nombre del género proviene de la lengua tupí-guaraní Teyu, "teju", "lagarto" y Wasu, "guasu", "grande", mientras que el nombre de la especie, barbareani, es en honor al paleontólogo sudamericano Dr. M.C. Barberena. No obstante, García et al. en 2019 refirieron el holotipo de Teyuwasu barberenai como un segundo espécimen de Staurikosaurus pricei.

## Clasificación
Debido a lo corto de su descripción y a un análisis filogenético incompleto, muchos dudan que sea un verdadero dinosaurio y lo colocan entre sus ancestros cercanos. La falta de la placa trocantérica se encuentra en los no-dinosauriformes, sauropodomorfos como Saturnalia, ornitisquios, exceptuando a Heterodontosaurus, Guaibasaurus, ceratosaurianos gráciles y los tetanuros. La presencia de la cresta cnemial, que es una sinapomorfia de los dinosauriformes, recuerda a la de los celofísidos donde la tibia desciende para solapar el proceso. De ser así podría ser considerado un coelofísido basal, aunque otros estudios lo consideran un prosaurópodo.
Presenta semejanzas con los silesáuridos, pero las relaciones inciertas, además de la falta de autapomorfías claras y que el taxón este representado solo por dos huesos significan, según Ezcurra que Teyuwasu debe considerarse nomina dubia.